# Домашний уход
«Домашний уход» (чеш. Domácí péče) — художественный фильм режиссёра Славека Горака.  Представитель от Чехии  в шорт-листе 88-й премии   «Оскар». Полнометражный дебют Горака.

## Сюжет
Власта (Алёна Михулова) —  социальный работник, скромная и тихая приходящая медсестра. Она живёт в сельской местности в Южной Моравии и посвящает всю свою жизнь пациентам и семье. Коренным образом её жизнь меняется, когда она попадает в нелепую аварию. Оказавшись под пристальным вниманием врачей, Власта узнаёт, что тяжело больна. Официальная медицина разводит руками в бессилии. Женщина обращается за помощью к альтернативным вариантам. Коллеги и муж категорически против.

## В ролях
- Алёна Михулова
- Болек Поливка
- Татьяна Вильгельмова
- Зузана Крёнерова
- Эва Маталова
- Владимир Кулхавы
- Славек Горак

## Награды и номинации
Фильм получил восемь номинаций на Czech Lion — главную премию страны в области кино и телевидения. Михулова выиграла награду за лучшую женскую роль.
 МКФ в Карловых Варах — награда лучшей актрисе (Алёна Михулова). Она также получила Приз ФИПРЕССИ за лучшую женскую роль года в фильме на иностранном языке на международном кинофестивале в Палм-Спрингс.
Фильм был выдвинут от Чехии на 88-й церемонии вручения наград Американской киноакадемии, но не попал в основную номинацию.